# Портленд (аэропорт, Австралия)
Аэропорт Портленд (англ. Portland Airport) — небольшой региональный аэропорт, расположенный в 365 км юго-западнее Мельбурна возле города Портленд, Виктория, Австралия. Аэропорт обслуживает рейсы авиакомпании Sharp Airlines. На территории аэропорта располагается аэроклуб «Portland Aero Club».